# アキレサウルス
アキレサウルス（Achillesaurus）は、白亜紀後期に現在の南アメリカに生息したアルヴァレスサウルス科の獣脚類恐竜の属の一つである。化石はアルゼンチンのリオネグロ州にあるバホデラカルパ層の上部白亜系サントン階の地層から発見されている。属名はこの恐竜を識別する特徴であるアキレス腱にちなんで命名されている。この属は同時代のアルヴァレスサウルスなどと比較して大きく、基底的なアルヴァレスサウルス科の属であった。

## 特徴・分類
アキレサウルスのホロタイプはMACN-PV-RN 1116は部分骨格であり、1つの仙椎、4つの尾椎、左の大腿骨の一部、脛骨と足、左の腸骨が含まれている。 この標本の記載者であるAgustín MartinelliおよびEzequiel Veraが系統解析を行ったものの、この新属とアルヴァレスサウルスおよびより派生的アルヴァレスサウルス科との系統関係は解決されなかった。 Makovicky, Apesteguía & Gianechini (2012)ではアキレサウルスとアルヴァレスサウルスは同じ累層で発見されており、両者には些細な違いしかないためアキレサウルスはアルヴァレスサウルスのジュニアシノニムであると主張されている。